# ブラン (オービタ)
ブラン（露: Буран、ロシア語ラテン翻字: Buran）は、ソビエト連邦が開発したオービタ（宇宙往還機）、ないしは同名機を初代とする打ち上げ計画（ブラン計画）である。
「ブラン」とはロシア語で吹雪、特にステップに吹く猛吹雪を意味する。片仮名転写の方式の違いによる表記揺れにより、ブランのほかブラーンとも表記される。ブーランという表記は誤り。

## ソ連版スペースシャトル
公表当時、「ソ連版スペースシャトル」と盛んに報道された。初飛行はアメリカ合衆国のスペースシャトルより大きく遅れたが、ソ連はそれ以前からこれらに似た形状をした有翼宇宙往還機の構想を持っていた。
この構想の宇宙船模型と、ソ連宇宙飛行士第一期生だったユーリイ・ガガーリンらが一緒に写っている写真があり、初飛行の40年近く前（1960年代頃）から考えられていた宇宙船である。
その模型の形は、スペースシャトル、ブランの両方に大変良く似ている。
TsAGIや各設計局、ソ連空軍などの研究機関により、小型の無人宇宙往還機BORや、一人乗りの宇宙往還機MiG-105が製造され、各種試験が行われた。

### スペースシャトルとの違い

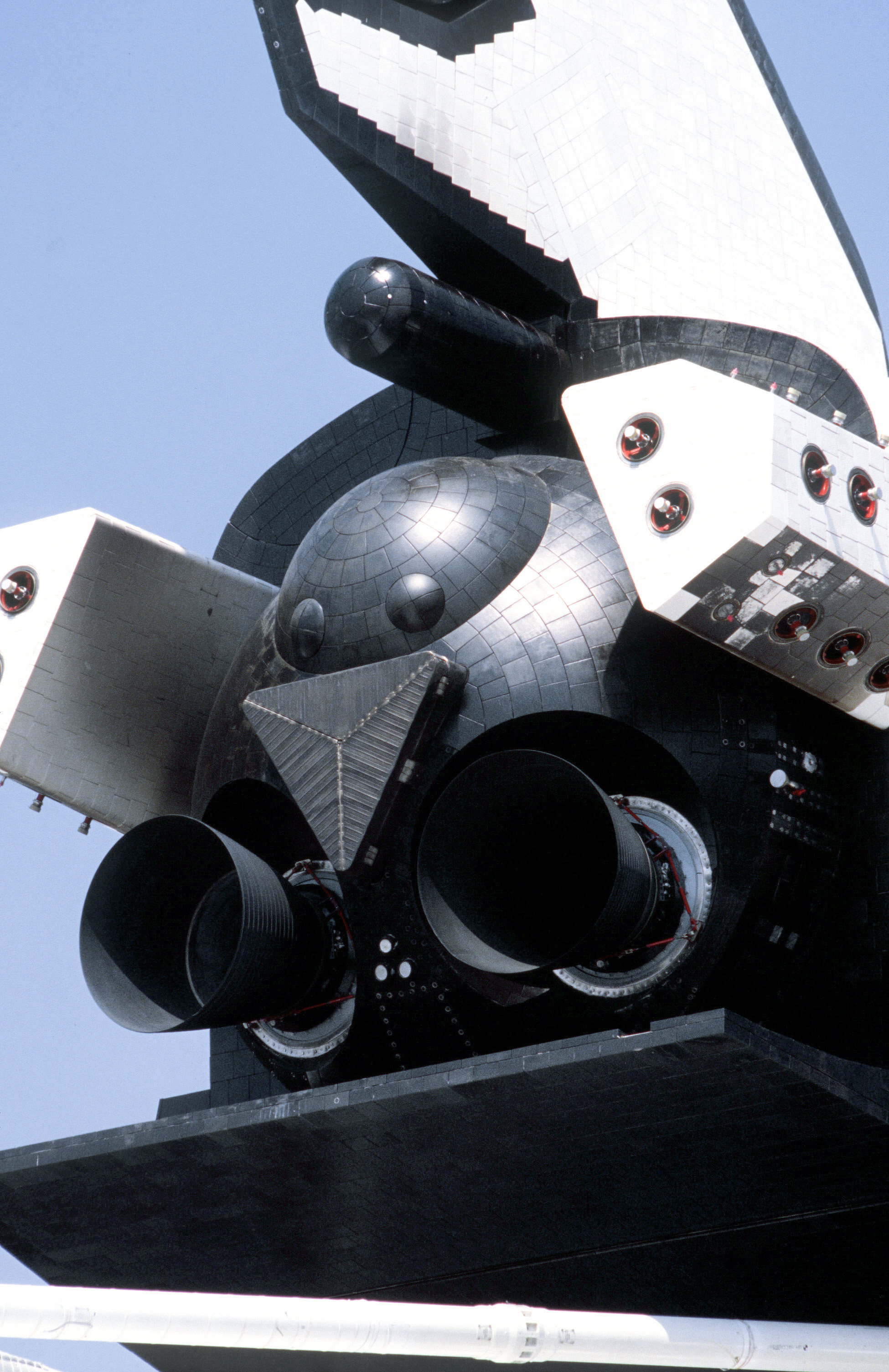
ブランの後部姿勢制御・逆噴射エンジン。主に大気圏再突入時の逆噴射に使うだけなので、スペースシャトルのメインエンジンよりずっと小型である。

オービタの形状こそ似ているものの、スペースシャトルとブランの打ち上げシステムは全く異なっている。
スペースシャトルは、最終的に地球周回軌道に乗るオービタ自身が、（後述するようにそれだけでは離床はできないが）高性能なメインエンジンであるSSMEを備えている。一見ではメインロケットのようにも見える、中央の大きな赤茶色の円筒は燃料をオービタに供給する外部燃料タンクであり、その尾部にはエンジンは付いていない。高性能だが推力が足りないことから離床時には左右2本の固体ロケットブースタによるブーストを利用するが、ブースタは発射から約2分後に切り離される。その後さらに約7分間は前述のタンクから燃料と酸化剤の供給を受けたSSMEの全開運転で加速される。
一方のブランでは、オービタにはそのような大きなエンジンは備わっていない。同時に開発された大型ロケット「エネルギア」に軌道まで運んでもらい、その間は自ら推力を発生することなく、ぶら下がっているだけである。後部についているのはメインエンジンではなく、他の宇宙船にもある逆噴射ロケットであり、大きな出力はない。
このシステムでは、スペースシャトルのメインエンジンに相当する大型のロケットエンジンを装備しない分、ロケットエンジン自身の重量と燃料タンクがなくなるのでオービタの自量が軽くなり、積載量が多くなるほか、着陸時の速度を下げることができるのでスペースシャトルより安全に大気圏再突入ができる。その一方で、メインエンジンを再使用できないという欠点もある。
緊急脱出システムを持たないスペースシャトルと違い、ブランには搭乗人員全員分の射出座席を搭載し、また主エンジンを搭載していないためにロケットの不調の際にはエネルギアを切り離し、姿勢制御エンジンなどを用いて自力で滑走路に帰還することもできるようになっていた。

## 計画のその後
ブランは1988年11月15日午前3時（協定世界時）にバイコヌール宇宙基地から発射され、206分間にわたり無人で地球軌道を2周し、発射場所であるバイコヌール宇宙基地の滑走路に自動着陸を成功させた。
予定では1992年に有人飛行を行うはずだったが、1991年12月25日のソ連解体に伴い、全てのブラン計画は消滅した。その後、1号機はカザフスタンのバイコヌール宇宙基地に保管されていたが、2002年5月12日、暴風による格納庫の崩壊に巻き込まれて大破した。この出来事で作業員8人が死亡したとされる。また、2号機「プチーチュカ」、3号機「バイカル」など、いくつものブラン型派生モデル開発・製造途中だったが、これらも全て中止となった。1機は、バイコヌール宇宙基地内の博物館に展示されたが、残り2機は2018年現在、バイコヌールの格納庫の中で放置されている。

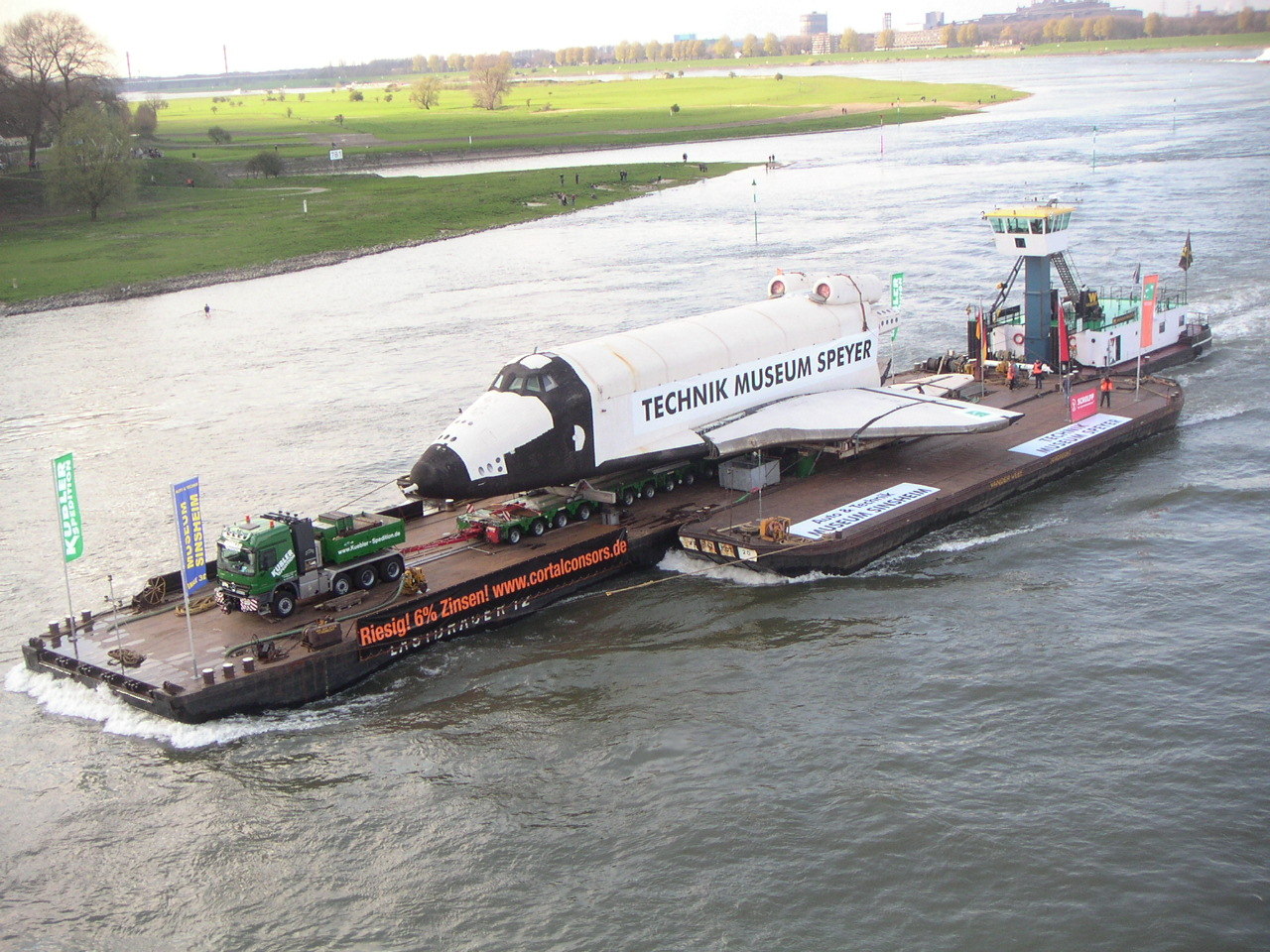
船で輸送されている途中のOK-GLI

ブランの試験機「OK-GLI」は、2000年にオーストラリアで展示されたあと、2002年にバーレーンに引き取られ、しばらくの間放置されていた。2004年にバーレーンからドイツのシュパイアーにあるシュパイアー技術博物館に引き取られることが決定し、2008年3月6日から同年4月12日にかけて船で輸送された。
ブランの輸送には、O・K・アントーノフ記念航空科学技術複合が専用機として開発・製造した世界最大の航空機、An-225ムリーヤが任にあたっていた。ブラン退役後は世界最大の貨物機として活躍したが、2022年のロシアによるウクライナ侵略の際、ロシア軍により破壊された。

## 試験機・フリート・派生型

### 試験機
6機のフルスケールモデルと多くのミニスケールモデルが製造された。
- OK-M/イズデーリア0.01（BTS-001）：1982年製造。ペイロード質量テスト用の常温静荷重試験や、VM-Tアトラントによる輸送試験、エネルギアとの結合試験に使用された試験機（モックアップ）。のちにOK-ML-1となる。
- OK-KS：1982年製造。電気試験機(モックアップ）。EMIの試験にも使用された。現在モスクワ州コロリョフ市エネルギア工場に保管。
- OK-MT：1983年製造。軍事作戦マニュアルの開発、製造、メンテナンス、および運航マニュアル開発用試験機(モックアップ）。のちにOK-ML-2となる。
- OK-GLI：1984年製造。試験機唯一の飛行テスト用試験機。上の画像で輸送船に運搬されているモデルがOK-GLIである。1984年にロールアウトし、ランディングテスト（時速45キロ-230キロ）、飛行テスト、パイロット訓練用として活躍した。4基のAL-31ジェットエンジンと自動操縦装置を搭載している。ジェットエンジンを持っているためアメリカのエンタープライズと異なり自力で離陸できる。飛行中にエンジンをシャットダウンし滑空することで訓練を行った。大気圏内専用。現在はシュパイアー技術博物館に常設展示されている。
- OK-TVA：製造年不明。力学（振動）試験機(モックアップ）。宇宙飛行状態での機体へのストレスについて、また力学的なテストが研究された機体。1993年から2014年まではゴーリキイ公園に展示されていた[14]。現在はモスクワの全ロシア博覧センターに展示されている。
- OK-TVI：製造年不明。環境耐久試験機(モックアップ）。0気圧での実験や、2500℃〜−150℃の加熱冷却試験が行われ、機体や耐熱タイルにかかるストレスについて実験された。
- OK-ML-1/イズデーリア0.04（BTS-001）：元OK-M。打ち上げロケットと（水平および垂直）インターフェース試験機。
- OK-ML-2：元OK-MT。現在ブラン1.02（ブラン2号機）と共にバイコヌール宇宙基地に保管。

### フリート
- ブラン 1.01：ブランの1号機 1986年製造。生命維持装置は準備工事のみで実際には装着されなかった。2002年の強風でMIKビル（格納庫）の屋根が崩落、その際に8人が死亡しブラン1.01とエネルギアのモックアップを破壊、のちに解体、廃棄。
- ブラン 1.02：ブランの2号機 1988年製造。ブランと同様生命維持装置が装着されていない。非公式名称はプチーチュカ、本来は「ブーリャ」と名付けられるはずだった。赤い器具がペイロードドアに取り付けられている。現在はカザフスタンのバイコヌール宇宙基地の施設内に保存されている。
- ブラン 2.01：ブランの3号機 1990年?製造(計画中止により未完成）。ブラン第２シリーズ最初の機体で、生命維持装置付のブランとしては1号機。K-36RB射出座席が装備されていた。計画中止による資金不足で製造が中止、その時の完成度は30~50%。現在はモスクワ州ジュコーフスキィにあるラーメンスコィエ空港に保管されている。
- ブラン 2.02：ブランの4号機 1991年?製造(計画中止により未完成）。モスクワのツシノ機械ビル工場で製作。計画中止による資金不足で製造が中止、その時の完成度は10~20%。現在はツシノ機械ビル工場にあり、徐々に解体中。
- ブラン 2.03：ブランの5号機 1992年?製造(計画中止により未完成）。モスクワのツシノ機械ビル工場で製作。計画中止と共に全て解体、廃棄された。

### 派生型
- MAKS-OS：4人乗りの小型の宇宙往還機。ブランと異なり二基のロケットエンジンを持ち、燃料タンクを機腹に装着してアメリカのスペースシャトル方式で発射されるもの。打ち上げは地上の射場ではなくAn-225からされる。またエネルギアの小型版「エネルギア-M」の頂部にも搭載可能。「モルニヤ」「ブリヤ」などのフリートが予定されていた。
- OS-120：1975年に計画されたオービター案。システム、基本構想としては米スペースシャトルとほとんど同じである。ロケットエンジンを3基装備し、機腹に「グロム (Гром)」という燃料タンクを装着している。ただ、ゼニットをロケットブースターとして4機備えている点がスペースシャトルと異なる。
- OK-92：1976年に計画されたオービター案。D-30ジェットエンジンを2基と姿勢制御ロケットエンジン1基を装備していて、「ブラーン」ロケットで打ち上げられる予定だった。

## スペック
- 全幅：23.92m
- 全長：36.37m
- 全高：16.35m
- 最大積載量：30t
- 最大離陸重量：105t
- ペイロードベイの長さ：18.55m
- ペイロードベイ直径：4.65m
- 搭乗最大数：10人

## 登場作品

### 漫画
『ゴルゴ13』
第155巻「一射一生」に登場。

### ゲーム
『アクウギャレット』
1面のボスとして本機をモデルにした統合自衛隊のスペースシャトル『スペースガルーダ』が登場。オリジナルデザインのブースターと機体内部にはレーザー兵器を装備しており、登場と同時に発射場である八丈島スペースセンターから発射し、追跡する形で戦闘する。
『テトリス』(ゲームボーイ版)
Bタイプの「LEVEL9 - HIGH5」をクリアすると、ブランの打ち上げデモが登場する。